# Hedwig-Rüdiger-Haus
Das Hedwig-Rüdiger-Haus ist eine Wohnanlage zwischen Herbart- und Dernburgstraße im Berliner Ortsteil Charlottenburg, am nördlichen Ende der ehemaligen Oberpostdirektion Berlin in der Nähe des Lietzensees. Es gehört zum Denkmalkomplex der Oberpostdirektion und ist ein gelistetes Baudenkmal. Das Gebäude wurde ursprünglich für die Oberpostdirektion als Ledigenheim für Postbeamtinnen erbaut. Auf dem Grundstück zwischen Herbart- und Dernburgstraße steht ein Vorderhaus in der Herbartstraße und ein hinteres Haus. Es wurde nach der ersten Vorsitzenden des Berliner Bezirksvereins des Verbands der Deutschen Reichs-Post- und Telegrafenbeamtinnen, Hedwig Rüdiger, benannt.

## Geschichte

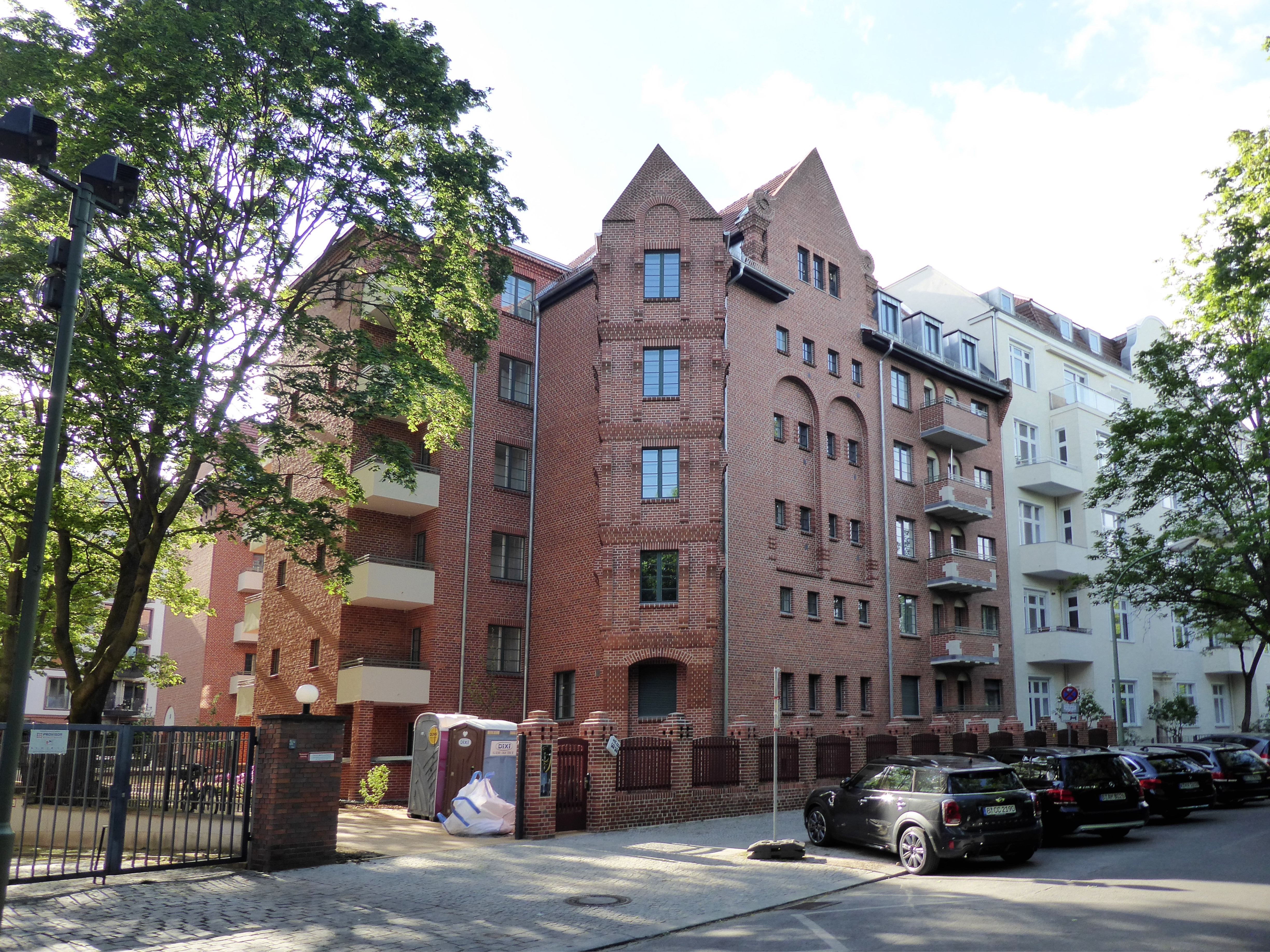
Vorderes Gebäude in der Herbartstraße

Das Baugelände wurde dem Verein von der Deutschen Reichspost auf hundert Jahre im Erbbaurecht überlassen. Das Gebäude wurde 1924/1925 vom Oberpostbaurat Otto Spalding für die Oberpostdirektion als Ledigenheim für Postbeamtinnen erbaut und 1925 bezogen. Zwei Beamtinnen teilten sich eine Wohnung, sie benutzten gemeinsam eine Küche, allerdings hatte jede ein eigenes Zimmer, ein eigenes kleines Bad und eine eigene Klingel. Die Anlage wurde aufgrund ihrer verklinkerten Fassade und der ausschließlich weiblichen Bewohnerschaft im Berliner Volksmund „Drachenburg“ genannt, womit sowohl der burgähnliche Bau als auch die Bewohnerinnen charakterisiert wurden.
Das Vorderhaus an der Dernburgstraße wurde während des Zweiten Weltkriegs zerstört und nicht wieder aufgebaut. Danach diente es als Grünfläche. 2015 entstand ein Mehrfamilienhaus mit 26 Eigentumswohnungen und Tiefgarage mit dem Namen Wohngebäude Drachenburg Lietzensee an dieser Stelle. Der Bauherr (Primus 4. – Primus 9. GbR c/o Primus Immobilien AG) ließ den Bau des Neubaus mit einer Bruttogeschossfläche von 3180 m² im Jahr 2013 mit einem Volumen von 5,8 Millionen Euro beginnen.

## Beschreibung
Das vordere Gebäude ist dem Expressionismus zuzurechnen. Die Rückseite und der Seitenflügel sind aber wesentlich einfacher gestaltet. Das hintere Gebäude entstand zur gleichen Zeit, hier fehlen die Gestaltungselemente zum größten Teil. Lediglich die Ostseite und das Dachgeschoss mit dem Giebel weisen einige typische Merkmale auf.